# Smrdáky
Smrdáky (in ungherese Büdöskő) è un comune della Slovacchia facente parte del distretto di Senica, nella regione di Trnava.
Situata ai piedi della catena dei Carpazi Bianchi, la località è nota fin dal XVII secolo per le sue acque termali. Il toponimo deriva infatti dal verbo slovacco smrdieť (puzzare), con riferimento alle acque sulfuree delle sue sorgenti.